# Our Delights
Our Delights – album muzyczny duetu amerykańskich pianistów jazzowych Tommy’ego Flanagana i Hanka Jonesa nagrany 28 stycznia 1978 w Fantasy Studios w Berkeley (Kalifornia). Wydany przez wytwórnię Galaxy Records w 1979. Reedycja na CD z 1990 (Galaxy/OJC CD 752-2) zawierała bonus w postaci innej wersji utworu „Robbins' Nest” (z płyty More Delights).

## Muzycy
- Tommy Flanagan – fortepian
- Hank Jones – fortepian

## Lista utworów (CD)
| 1. | „Our Delight” (Tadd Dameron)                                   | 5:08  |
|    |                                                                |       |
| 2. | „Autumn Leaves” (Joseph Kosma, Johnny Mercer, Jacques Prévert) | 5:39  |
|    |                                                                |       |
| 3. | „Robbins' Nest” (Illinois Jacquet, sir Charles Thompson)       | 7:19  |
|    |                                                                |       |
| 4. | „Jordu” (Duke Jordan)                                          | 5:01  |
|    |                                                                |       |
| 5. | „Confirmation” (Charlie Parker)                                | 5:17  |
|    |                                                                |       |
| 6. | „A Child Is Born” (Thad Jones)                                 | 6:19  |
|    |                                                                |       |
| 7. | „Lady Bird” (Tadd Dameron)                                     | 3:53  |
|    |                                                                |       |
| 8. | „Robbins' Nest” (alternate take)                               | 7:28  |
|    |                                                                |       |
|    |                                                                | 46:04 |
|    |                                                                |       |

## Informacje uzupełniające
- Produkcja – Ed Michel
- Asystent inżyniera – Michael Gore, Brent Reynolds
- Zdjęcia – Phil Bray
- Dyrekcja artystyczna – Phil Carroll
- Projekt okładki – Gergia Gillfillan
- Remastering – Gary Hobish (1992, Fantasy Studios, Berkeley, Kalifornia
- Łączny czas nagrań – 46:04